# 久住健斗
久住 健斗（くすみ けんと、2005年5月27日 - ）は、日本の俳優、元子役である。神奈川県出身。元アミューズ所属。

## 出演

### テレビドラマ
- ロング・グッドバイ（2014年、NHK総合）
- おそろし（2014年、NHK BSプレミアム）
- にいちゃんのランドセル（2015年、NHK BS1）
- 手裏剣戦隊ニンニンジャー 第8話（2015年、テレビ朝日）
- NHK 木曜時代劇「かぶき者 慶次」 第7話（2015年、NHK総合）

### その他のテレビ番組
- ノージーのひらめき工房（2013年、NHK Eテレ）
- 多元ドキュメント 戦後ゼロ年（2015年、NHK BSプレミアム）

### バラエティ
- 天才てれびくんYOU（2017年4月3日 - 2020年4月2日 、NHK Eテレ） - てれび戦士

### 映画
- ナミヤ雑貨店の奇蹟（2017年）

### 舞台
- ORANGE（2013年、2015年）
- ブロードウェイミュージカル「キンキーブーツ」（2016年）

### CM
- JAL（2015年）
- ケンタッキーフライドチキン（2015年）

## 書籍

### 雑誌連載
- ドラえもん もっと!ふしぎのサイエンス vol.4・vol.6・vol.7（2015年）
- 小学2年生（2015年、小学館）

### 機関誌
- ANIVERSA2014 カタログ（2014年、スタジオアリス）